# Salvador Rivera García
Salvador Rivera García (Salvatierra, Guanajuato, 27 de junio de 1934) fue un fraile y sacerdote carmelita descalzo mexicano.

## Biografía
Nació en la ciudad de Salvatierra (Guanajuato), en una familia tradicional y católica. El que sería el Padre Chavita pasó su infancia esta ciudad donde fue bautizado y confirmado en la Parroquia de Nuestra Señora de la Luz. Estudió la primaria en el Colegio Morelos y la Escuela Reforma. Fue en su ciudad natal donde conoció la Orden de los Carmelitas Descalzos.
De muy joven comenzó a prestar servicio como monaguillo y catequista en las parroquias de la ciudad y en el año de 1949 ingresó al Colegio Menor de los carmelitas descalzos y tomó hábito el 10 de noviembre de 1952, en la ciudad de Querétaro. El 14 de noviembre de 1953 emitió su  Primera Profesión como religioso carmelita descalzo. Después de concluir sus estudios de filosofía y teología recibió la Ordenación de Sacerdote (Iglesia católica) junto con otros 5 religiosos en la Ciudad de México, el 29 de junio de 1960.
El 17 de octubre de 1964 la Provincia de México dio inicio a la misión en la sierra de Durango siendo los primeros misioneros frailes carmelitas: Fr. Rafael Checa Curi como Superior, Fr. Gerardo López Bonilla, Fr. Esteban Linz, Carmelita Norteamericano; Fr. Carmelo Anaya, Fr. Ramón de la Cruz y el Fr. Salvador Rivera García.
Desde enero de 1965 hasta el año 1967 residió en la Parroquia de Tamazula. Fue Párroco de esta comunidad desde enero de 1967 hasta el 15 de mayo de 1969, fecha de su accidente que lo dejó cuadripléjico, en la celebración del Día del maestro, se lanzó al en un clavado al río quedando encajado en un banco de arena sufriendo  una doble lesión en la columna, que le ocasionó una parálisis total impidiendo mover ni sus brazos ni sus piernas.
Después de su accidente permaneció en la ciudad de Durango y continua por distintos hospitales que lo llevaría en 1971 al Instituto Nacional de Rehabilitación mientras vivía con las carmelitas descalzas de Tlalpan, en la Ciudad de México.
Durante su estancia en Tlalpan en junio de 1972 recibe en México el Padre de la Compañía de Jesús Martín Gallegos, encargado para España de la Fraternidad Cristiana de Enfermos quien con la Sra. Ernestina Mckinley sería invitado a participación de la fundación del capítulo de LA FRATER en México, la Fraternidad de Enfermos y Discapacitados Físicos fundada por el sacerdote Henry François, en la ciudad francesa de Verdún en 1942.
Este apostolado lo llevó a colaborar con la fundación de diversos grupos de apoyo a enfermos y discapacitados físicos que como el enfrentaban tanto su enfermedad como el aislamiento social. Como parte de este y su trabajo humanista recibió de forma póstuma el reconocimiento Francisco Tenamaxtli, por parte de la Comisión Estatal de Derechos Humanos de Jalisco, en México en el año 2017.
Desde 1976, recuperado de su salud y en silla de ruedas, radicó en el Centro de Espiritualidad Carmelita de Guadalajara hasta su muerte el 21 de diciembre de 1997. Es en este lugar donde reposan sus restos.
La apertura de la causa de su beatificación fue abierta el 19 de marzo del 2007 por los carmelitas descalzos, resaltando su labor misionera más allá de los límites que pudo significar la cuadriplejia y la silla de ruedas. Actualmente es considerado para la iglesia como Siervo de Dios y su causa de beatificación.